# Colom feréstec pàl·lid
El colom feréstec pàl·lid (Leptotila pallida) és una espècie d'ocell de la família dels colúmbids (Columbidae) que habita els boscos propers a la costa del Pacífic de Sud-amèrica, a l'oest de Colòmbia i de l'Equador.